# Hemidonax chapmani
Hemidonax chapmani is een tweekleppigensoort uit de familie van de Glauconomidae. De wetenschappelijke naam van de soort is voor het eerst geldig gepubliceerd in 1923 door Gatliff & Gabriel.